# Willi Brandner
Willi Brandner, född 12 augusti 1909 i Schönbach, död 29 december 1944 i Oroslavje, var en sudettysk SS-Brigadeführer och generalmajor i polisen.

## Biografi
Efter avslutad skolgång utbildade sig Brandner till violinbyggare. Han avlade både gesällprov och mästarprov inom detta gebit. Från 1931 till 1933 tjänstgjorde Brandner i den tjeckoslovakiska armén. På uppmaning av Konrad Henlein sadlade han om och utbildade sig till gymnastiklärare och ledde fram till 1938 den sudettyska idrottsskolan i Aš. Under en kort period var han även ledare inom Nationalsocialistiska riksförbundet för fysisk träning.
I slutet av 1930-talet var Brandner verksam inom Sudetendeutsches Freikorps, en frikår som efter Münchenöverenskommelsen patrullerade gränsen till "Rest-Tschechei" ("Rest-Tjeckoslovakien"). Efter valet till Tyska riksdagen 1938 blev han ledamot för de sudettyska territorierna. Samma år blev han medlem i Nationalsocialistiska tyska arbetarepartiet (NSDAP) och Schutzstaffel (SS). Från 1938 till 1941 var Brandner befälhavare för SS-Abschnitt XXXVII som var stationerat i Reichenberg. Mellan 1941 och 1942 tjänstgjorde han som befälhavare för SS-Abschnitt II i Chemnitz.
Brandner gjorde även krigstjänst, bland annat i Grekland och Sovjetunionen. Han blev allvarligt sårad och tvingades till konvalescens. Från juli 1943 till december 1944 var Brandner polischef i området kring Zagreb och tillika ställföreträdare för Konstantin Kammerhofer, Högre SS- och polischef i Kroatien. Brandner sårades i strid med partisaner den 28 december 1944 och avled dagen därpå.

## Befordringshistorik
- 8 oktober 1938: SS-Oberführer (inträdde i SS med denna tjänstegrad)
- 1 augusti 1940: SS-Untersturmführer der Reserve (Waffen-SS)
- 9 november 1941: SS-Obersturmführer der Reserve (Waffen-SS)
- 20 oktober 1942: Oberst der Polizei
- 10 juli 1943: SS-Brigadeführer und Generalmajor der Polizei

## Utmärkelser
- Tyska Olympiska Hederstecknet av andra klassen
- Järnkorset av andra klassen: 1942
- Järnkorset av första klassen: 1944
- Krigsförtjänstkorset av andra klassen med svärd: 1944
- NSDAP:s partitecken i guld
- NSDAP:s tjänsteutmärkelse
- Såradmärket i svart: 1944
- SS Hederssvärd
- SS-Ehrenring (Totenkopfring)

### Webbkällor
- Miller, Michael D.; Collins, Gareth. ”SS-Brigadeführer und Generalmajor der Polizei (A–E)” (på engelska). Axis Biographical Research. Arkiverad från originalet den 17 maj 2014. https://archive.today/20140517003551/http://www.geocities.com/~orion47/SS-POLIZEI/SS-Brigf_A-E.html. Läst 17 maj 2014.